# The Recruit
The Recruit is een Amerikaanse thriller uit 2003, geregisseerd door Roger Donaldson met in de hoofdrollen Al Pacino en Colin Farrell. De film volgt de opleiding van een computerexpert die tot CIA-agent wordt opgeleid.

## Verhaal
James Clayton is een wonderbaarlijke programmeur die niet-lineaire cryptografie studeert aan het MIT en samenwerkt met een groep collega's om "Sp@rtacus" te creëren, een bewakingsprogramma dat de audiovisuele hardware van elke computer via internet tot slaaf kan maken van de mastercomputer. Zijn groep toont de software aan een werknemer van Dell op een campusbeurs en trekt aanzienlijke belangstelling voor het gebruik ervan.
Later bij zijn nachtelijke baan als barman wordt James benaderd door Walter Burke, een man die beweert de overleden vader van James te hebben gekend en suggereert dat hij werkt voor de CIA. Na een pitch om James te rekruteren voor het bureau, weigert James in eerste instantie totdat hij het heroverweegt als een kans om antwoorden te krijgen op het mysterieuze vliegtuigongeluk van zijn vader in Peru enkele jaren eerder.
James slaagt voor de eerste veiligheidscontrole en wordt met de rest van zijn klas per bus naar The Farm op het platteland van Virginia gebracht, waar ze een opleiding volgen tot potentiële agenten. Terwijl hij daar is, raakt James aangetrokken tot Layla Moore en bouwt hij een rivaliteit op met Zack, die James' competitie is voor de beste van de klas.
Op een avond, tijdens een trainingsoefening waarin James en Layla aan elkaar worden gekoppeld om een doelwit te schaduwen, worden ze ontvoerd door gemaskerde aanvallers en gevangengezet waar ze gedurende enkele dagen psychologisch en fysiek worden gemarteld. Hun ondervragers willen weten wat er op The Farm gebeurt en de namen van degenen die daar lesgeven. Na dagenlang verzet te hebben geboden, breekt James wanneer hem wordt verteld over Layla's wrede behandeling. Hij onthult Burke's naam, waarna wordt onthuld dat de hele ervaring deel uitmaakte van de oefening die werd geobserveerd door de klas, inclusief Layla, en dat James faalde. Hij wordt vervolgens ontslagen uit The Farm.
Later gaat Burke op zoek naar een moedeloze James en deelt hem mee dat zijn ontslag deel uitmaakte van een coverstory omdat hij is geselecteerd als een niet-officiële coveroperator, of "NOC", een échte spion. Hij geeft James een low-level data entry-positie bij de CIA, zodat hij in de buurt kan komen van Layla, die is afgestudeerd aan The Farm en nu een hogere bureaupositie heeft dan James. Burke legt uit dat Layla ervan wordt verdacht samen te werken met buitenlandse agenten om CIA-geheimen te stelen, met name een zeer gevoelig computervirus genaamd "ICE-9", omdat het via het elektriciteitsnet wordt verzonden in plaats van via telecommunicatie en gemakkelijk alle elektrische apparaten op de planeet kan uitschakelen en zich dus op dezelfde manier als het deeltje uit de Kurt Vonnegut-roman Cat's Cradle gedraagt.
James herenigt zich met Layla en de twee beginnen een romantische relatie. Terwijl hij bij haar thuis logeert, controleert hij haar laptop op bewijzen van haar misdaden en plant Layla een microfoon op de revers van zijn winterjas. Later is hij er getuige van hoe ze een transactie maakt op Union Station, en achtervolgt hij de mysterieuze agent die ophaalt wat Layla heeft achtergelaten. De twee eindigen in een vuurgevecht op de treinrails en de agent, die Zack blijkt te zijn, wordt gedood.
In de overtuiging dat ze allebei verraders zijn, confronteert James Layla die hem vertelt dat Zack de NOC was, niet hij, en dat ze de taak had om de beveiligingsprotocollen van het CIA-hoofdkwartier te beoordelen omdat men vreesde dat iemand anders CIA-materiaal zou stelen.
James gaat dan naar een ontmoeting met Burke waarin hij Burke confronteert met wat er werkelijk aan de hand is. Burke beweert dat Zacks dood werd vervalst en dat het pistool dat Burke aan James gaf geladen is met losse flodders. Burke zegt dat iedereen van plan is om af te spreken voor debriefing. Echter, Burke overrompelt James en schiet op hem. Hij mist, maar daarbij schiet hij de achterruit van zijn voertuig stuk, wat bewijst dat het pistool in feite geladen was met scherpe munitie en dat Zack dus inderdaad dood is.
Burke achtervolgt James door het verlaten pakhuis waar ze buiten geparkeerd stonden, en legt onderweg aan James uit waarom hij de uitgebreide leugen bedacht om hen te betrekken en zijn eigen misdaden te verdoezelen door het verkopen van CIA-geheimen aan buitenlandse regeringen. James heeft ondertussen een laptop met Sp@rtacus opgezet. Hoewel er geen verbinding kon worden gemaakt, leidt hij Burke ertoe te geloven dat het programma met succes zijn bekentenis naar de CIA heeft gestuurd en dat hij nu van alles zal worden beschuldigd. Burke vernietigt de laptop en achtervolgt James buiten het pakhuis, waar een CIA-aanvalsteam onder leiding van Dennis Slayne wacht. Burke begint in een tirade en uit zijn grieven tegen de CIA, in de overtuiging dat hij nooit gewaardeerd is voor alle offers die hij in zijn carrière heeft gebracht. Slayne realiseert zich dat Burke degene is die ze zoeken en geeft het aanvalsteam de opdracht om Burke in hechtenis te nemen, en onthult dat ze er oorspronkelijk waren om James te arresteren.
Nu hij beseft dat hij echt wordt beschuldigd, weigert Burke in hechtenis te worden genomen en in plaats daarvan heft hij zijn lege pistool op het aanvalsteam dat hem neerschiet en vermoordt. Slayne voert James vervolgens terug naar het hoofdkantoor voor een debriefing, terwijl hij onderweg cryptisch vermeldt dat het de bedoeling was dat James in die branche zat omdat "het in zijn bloed zit", wat suggereert dat zijn vader in feite voor het bureau heeft gewerkt, ondanks Burke's eerdere ontkenning.

## Rolverdeling
| Acteur           | Personage             |
| ---------------- | --------------------- |
| Al Pacino        | Walter Burke          |
| Colin Farrell    | James Douglas Clayton |
| Bridget Moynahan | Layla Moore           |
| Gabriel Macht    | Zack                  |
| Kenneth Mitchell | Alan                  |
| Karl Pruner      | Dennis Slayne         |

## Trivia
- De werktitel van de film was The Farm.
- De film bevat vele verwijzingen naar boeken van Kurt Vonnegut, zoals het computervirus dat ICE-9 heet (zie Cat's Cradle), Clayton die onder het drinken van zijn koffie het boek Slaughterhouse-Five leest en Clayton die vertelt over de wijze waarop zijn vader eieren bakte (zie Breakfast of Champions).
- De foto's van Clayton in zijn kindertijd, samen met zijn vader, zijn in werkelijkheid kinderfoto's van Colin Farrell met zijn vader.